# Milly Alcock
Amelia May Alcock (Sydney, 11 april 2000) is een Australisch actrice.

## Biografie
Alcock werd geboren 11 april 2000 en groeide op in Sydney, New South Wales, Australië. Haar eerste verschijning op televisie was als tiener in Wonderland in 2014. Enkele andere vroege werkzaamheden waren het spelen van Isabella Barrett in High Life, het spelen van Cindi Jackson in serie drie van Janet King (beide 2017), en het verschijnen in televisiereclames voor NBN, Cadbury, KFC, & Woolworths.
Alcock ging naar Sydney's Newtown High School of the Performing Arts, maar stopte ermee om een rol na te streven in Upright. Daar speelt ze een weggelopen tiener Meg die liftend 2.000 mijl van de Australische outback probeert over te steken. Hiervoor kreeg ze een Casting Guild of Australia Rising Star Award in 2018. Alcock was ook genomineerd voor Beste Komedie Performer, maar verloor het van haar Upright co-ster Tim Minchin.
In 2021 kreeg Alcock een rol als de jonge prinses Rhaenyra Targaryen in House of the Dragon, een prequel op Game of Thrones die op 21 augustus 2022 in première ging. Alcock was in maart 2022 in Queensland voor de opnames van serie 2 van Upright.